# Murpejaure
Murpejaure är en sjö i Malå kommun i Lappland och ingår i Umeälvens huvudavrinningsområde. Sjön är 6,8 meter djup, har en yta på 0,531 kvadratkilometer och befinner sig 380,1 meter över havet.

## Delavrinningsområde
Murpejaure ingår i det delavrinningsområde (723367-162175) som SMHI kallar för Utloppet av Murpejaure. Medelhöjden är 391 meter över havet och ytan är 2,9 kvadratkilometer. Det finns inga avrinningsområden uppströms utan avrinningsområdet är högsta punkten. Vattendraget som avvattnar avrinningsområdet har biflödesordning 4, vilket innebär att vattnet flödar genom totalt 4 vattendrag innan det når havet efter 252 kilometer. Avrinningsområdet består mestadels av skog (76 procent). Avrinningsområdet har 0,53 kvadratkilometer vattenytor vilket ger det en sjöprocent på 18,3 procent.